# Spira Grujić
Spira Grujić (Servisch: Спира Грујић) (Pristina, 7 december 1971) is een voormalig Servisch voetballer, die als centrale verdediger speelde. Tegenwoordig is hij werkzaam als technisch directeur van FK Rad Belgrado.

## Carrière

### Servië
Spira Grujić groeide op in de toen Servische provincie Kosovo. Vanaf zijn zestiende doorliep hij een aantal jeugdelftallen van de Servische topclub Rode Ster Belgrado. Tot een debuut in het eerste elftal kwam het echter nooit. Hij vertrok in 1991 naar Radnički Niš, waar hij tijdens het seizoen 1991/92 zijn debuut op het hoogste niveau maakte. Grujić speelde in totaal vier seizoenen bij Radnički Niš.

### België
In 1995 verkaste de Servische verdediger naar België. In België speelde Grujić twee seizoenen lang voor het Brusselse RWDM. In de zomer van 1997 vertrok hij naar de Belgische topclub RSC Anderlecht. De verdediger zou anderhalf jaar spelen voor Anderlecht, waar hij in de winterstop van het seizoen 1997/98 werd weggekocht door FC Twente.

### Nederland
De Nederlandse voetbalclub FC Twente zocht een opvolger voor de naar HSV vertrokken verdedigingsleider Nico-Jan Hoogma en kocht Grujić in november 1998 voor ongeveer 350.000 euro. Grujić speelde vijf-en-een-half jaar in Enschede en pakte in deze periode één prijs: de KNVB beker 2000/01. De laatste twee seizoenen in Enschedese dienst was hij aanvoerder. Om de verbondenheid met de supporters van de club kenbaar te maken, droeg hij een aanvoerdersband met het logo van de supportersvereniging. De verloren finale om de KNVB beker 2003/04 was de laatste wedstrijd van Grujić bij FC Twente.
In 2004 verhuisde Grujić als transfervrije speler naar ADO Den Haag. Na twee seizoen lang met succes tegen degradatie te hebben gevochten met zijn club, besloot de Serviër na nog een seizoen bij FK Rad gespeeld te hebben in de zomer van 2007 te stoppen met voetballen.

## Statistieken
| seizoen | club           | land        | competitie                      | wed. | goals |
| ------- | -------------- | ----------- | ------------------------------- | ---- | ----- |
| 1991/92 | Radnički Niš   | Joegoslavië | Prva Liga (voetbal Joegoslavië) | 5    | 1     |
| 1992/93 | Radnički Niš   | Joegoslavië | Meridian Superliga              | 12   | 0     |
| 1993/94 | Radnički Niš   | Joegoslavië | Meridian Superliga              | 6    | 0     |
| 1994/95 | Radnički Niš   | Joegoslavië | Meridian Superliga              | 10   | 0     |
| 1995/96 | RWDM           | België      | Eerste Klasse                   | 31   | 0     |
| 1996/97 | RWDM           | België      | Eerste Klasse                   | 33   | 1     |
| 1997/98 | RSC Anderlecht | België      | Eerste Klasse                   | 15   | 1     |
| 1998/99 | FC Twente      | Nederland   | Eredivisie                      | 14   | 0     |
| 1999/00 | FC Twente      | Nederland   | Eredivisie                      | 34   | 1     |
| 2000/01 | FC Twente      | Nederland   | Eredivisie                      | 16   | 1     |
| 2001/02 | FC Twente      | Nederland   | Eredivisie                      | 32   | 0     |
| 2002/03 | FC Twente      | Nederland   | Eredivisie                      | 32   | 1     |
| 2003/04 | FC Twente      | Nederland   | Eredivisie                      | 18   | 0     |
| 2004/05 | ADO Den Haag   | Nederland   | Eredivisie                      | 23   | 0     |
| 2005/06 | ADO Den Haag   | Nederland   | Eredivisie                      | 16   | 0     |
|         |                |             | Totaal                          | 279  | 6     |

## Erelijst
- Winnaar KNVB beker: 2001

## Loopbaan na zijn actieve carrière
Nadat Grujić in 2007 gestopt was met voetballen werd hij technisch directeur van FK Rad Belgrado. In dienst van deze club werd in het seizoen 2007/08 promotie van de Servische tweede klasse naar de Meridian Superliga bewerkstelligd.